# 顿涅茨克人民共和国国徽
顿涅茨克人民共和国国徽是「頓涅茨克人民共和國」的象徵之一。該國的「國旗」和「國徽」在2014年剛被俄羅斯建立後與烏克蘭政府爭奪頓涅茨克州控制權的時候就出現於大眾視野。後來，該國於2022年被俄國正式單方面吞併，俄國宣布其為國內新的兩個共和國之一（另一個為「盧甘斯克人民共和國」），這些象徵則得到保留並繼續沿用至今。
該「國徽」为双头鹰纹章，双头鹰是拜占庭帝国时期沿用下来的帝国标志，后来沙俄帝国沿用下来，并与泛斯拉夫颜色并列成为斯拉夫人的标志。

## 历代徽章
- 顿涅茨克人民共和国国徽
- 顿涅茨克人民共和国国徽
- 顿涅茨克人民共和国国徽
- 顿涅茨克人民共和国军徽（索马里大营）
- 新俄罗斯联邦国徽